# Рогоња (Краљевачко позориште)
Рогоња је позоришна представа Краљевачког позоришта, у режији Миодрага Динуловића, настала по тексту Мушица, Анђела Беолка Руцантеа.

## О представи
Миодраг Динуловић је представу Рогоња на сцену Краљевачког позоришта поставио као студент треће године Академије уметности Универзитета „Браћа Карић”. Поред режије, Динуловић је осмислио сценографију и одабрао музику за позоришни комад, који је настао као адаптација текста Мушица, Анђела Беолка Руцантеа. Костими су позајмљени од Атељеа 212. Глумачки ансамбл представе чинили су Верољуб Андријанић (Руцанте), Предраг Павловић (Тонин), Горица Станковић, касније Динуловић (Бетија), Вукман Ракочевић (Менанто) и тада петнаестогодишњи Александар Перишић (Прологус). Перишићева улога није постојала у оригиналном сценарију, већ је накнадно дописана.
Током 15 година на репертоару Краљевачког позоришта, представа је одиграна 50 пута. Иако је тада била једна од најдуговечнијих, није играна чешће због разних околности, укључујући НАТО бомбардовање СРЈ, као и земљотрес у Краљеву 2010. године, у ком је зграда позоришта значајно оштећена. У години обележавања јубилеја, планирано је и извођење на сцени биоскопа у Врњачкој Бањи, у сарадњи са Културним центром и Туристичком организацијом, али је тај догађај отказан, услед спречености глумаца. На 18. годишњицу, 5. марта 2016, изведена је 60. реприза представе, а том приликом је обележено и 40 година уметничког стваралаштва Верољуба Андријанића Јеша, који је тумачио лик насловног јунака. За све време извођења, представа је задржала свој првобитни ансамбл.
Са репертоара је званично скинута на Дан шале, 1. априла 2019. године, после 21 године извођења. Програм је водио Александар Перишић, који је у међувремену почео да се бави стендап комедијом. Вукман Ракочевић, који је у Краљевачком позоришту био запослен на месту инспицијента драме и шефа технике службе, касније је изабран за функционера у Скупштини града Краљева, а у тренутку одржавања свечаности налазио се на месту заменика градоначелника. Вече је одјављено уз композицију А сад адио, током које су се глумци поклонили публици. Услед ванредног стања у Републици Србији, изазваног пандемијом вируса корона, позориште је отказало свој играјући репертоар, док је публици омогућено гледање представа на Јутјубу. Премијера на тој платформи приказана је 9. априла 2020.

## Улоге
| Глумац             | Улога    |
| ------------------ | -------- |
| Верољуб Андријанић | Руцанте  |
| Предраг Павловић   | Тонин    |
| Горица Динуловић   | Бетија   |
| Вукман Ракочевић   | Менанто  |
| Александар Перишић | Прологус |